# Sarah Morrow

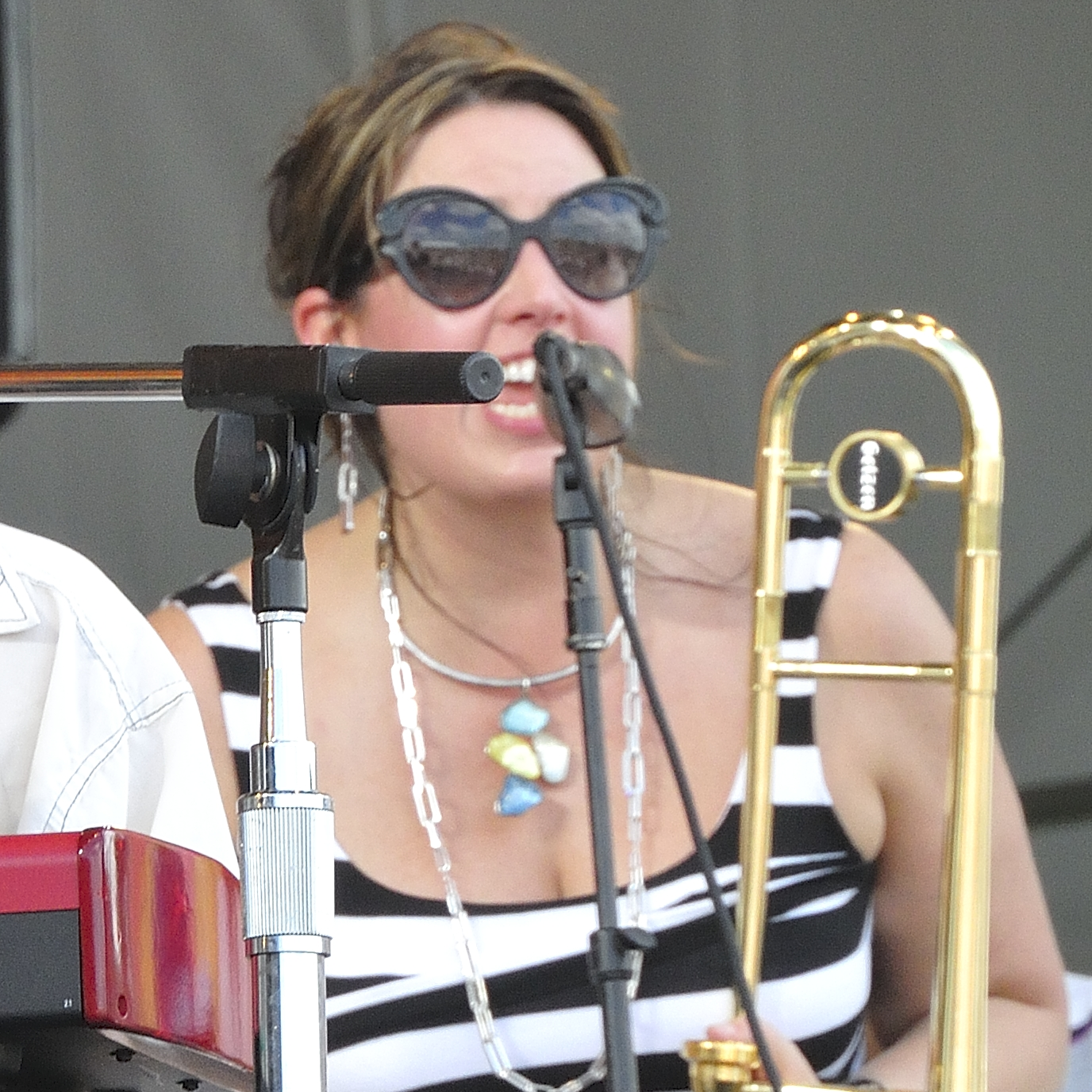
Sarah Morrow

Sarah Amial Morrow (* 14. November 1969 in Houston, Texas) ist eine US-amerikanische Posaunistin des Modern Jazz.

## Leben und Wirken
Morrow, die in Pickerington, Ohio aufwuchs, lernte zunächst Klarinette, bevor sie sich mit zwölf Jahren dafür entschied, in der Schulband Posaune zu spielen. Mit siebzehn Jahren entdeckte sie den Jazz und spielte in der Bigband von Columbus, Ohio. Sie studierte Kommunikationswissenschaft an der Ohio University und arbeitete in der Verwaltung, spielte daneben aber immer in Jazzbands und im Dayton Symphony Orchestra. Dort wurde sie durch Ray Charles entdeckt, der zwei Auftritte mit dem Orchester hatte, und wurde die erste Instrumentalistin, die (zwischen 1995 und 1997) in dessen Orchester wirkte und mit ihm auf Welttournee ging. Dann arbeitete sie mit Funkmusikern wie Foley McCreary, Bootsy Collins, Catfish Collins, Fred Wesley, Jabo Starks und Clyde Stubblefield. 1998 ging sie nach Europa, um Dee Dee Bridgewater zu begleiten und gehörte zum von Cecil Bridgewater geleiteten Orchester. Daneben trat sie mit Rico Rodriguez auf. Dann schloss sie sich dem Duke Ellington Orchestra für dessen Europatournee an.
1999 stellte sie sich mit eigener Gruppe in Frankreich auf den Festivals von Clermont-Ferrand, Nancy und Paris vor; für Festivalauftritte schlossen sich ihrem Quintett auch Musiker wie Jacky Terrasson, James Hurt, Scott Amendola oder Ricky Ford an. 2001 war sie auch in Deutschland, Österreich und der Schweiz zu hören, im Folgejahr in Frankreich, Spanien und Italien. 2005 erhielt sie auf dem irischen Guinness Jazz Festival den Rising Star Award. Weiterhin tourte sie mit James Spaulding und mit dem Oktett von David Murray.

## Diskographische Hinweise
- Green Light 2000 (mit Antoine Roney, James Hurt, Ugonna Okegwo, Jaz Sawyer, Kazi Oliver)
- Standards and Others Stories... 2002 (mit Jesse Davis, David Murray und Anne Ducros)
- Sarah Morrow and the American All-Stars in Paris (2005 mit Hal Singer, Rhoda Scott, Wayne Dockery, John Betsch u. a.)
- Elektric Air (2007 mit Robert Glasper, Derrick Hodges, Chris Dave und Jahi Sundance)